# ديريك أوكوان
ديريك أوكوان هو لاعب كرة قاعدة كندي، ولد في 27 مارس 1970 في لا شين في كندا.

## وصلات خارجية
- ديريك أوكوان على موقعبيزبول رفرنس.كوم (الدوري الرئيسي) (الإنجليزية)
- ديريك أوكوان على موقعبيزبول رفرنس.كوم (الدوري الثانوي) (الإنجليزية)
- ديريك أوكوان على موقع مشجعي الرسوم البيانية (الإنجليزية)